# 根尾村立大須中学校
根尾村立大須中学校（ねおそんりつ おおすちゅうがっこう）は、かつて岐阜県本巣郡根尾村（現・本巣市）にあった公立中学校。

## 概要
- 現在の根尾上大須・根尾下大須が校区であった。大須小学校に併設され、大須小中学校とも称した。
- 地元住民の要望により根尾中学校の分校から独立して開校したが、過疎化により生徒数が減少し廃校となった。

## 沿革
- 1947年（昭和22年）4月 - 根尾村立根尾中学校の分校として、大須小学校に根尾中学校大須分校を設置する。
- 1949年（昭和24年）4月 - 根尾中学校大須分校が分立し、大須小学校上大須分校に根尾中学校上大須分校を設置する。従来の根尾中学校大須分校は根尾中学校下大須分校に改称する。
- 1960年（昭和35年）4月　- 根尾中学校上大須分校と根尾中学校下大須分校を統合し、根尾村立大須中学校として独立。本校は大須小学校に併設され、大須小学校上大須分校に大須中学校上大須分校を設置。
- 1963年（昭和38年）12月30日 - 大須小学校の統合校舎（小中学校共用）が完成し移転。上大須分校を廃止。
- 1965年（昭和40年）9月 - 根尾村立根尾中学校に統合され廃校。